# Klasea

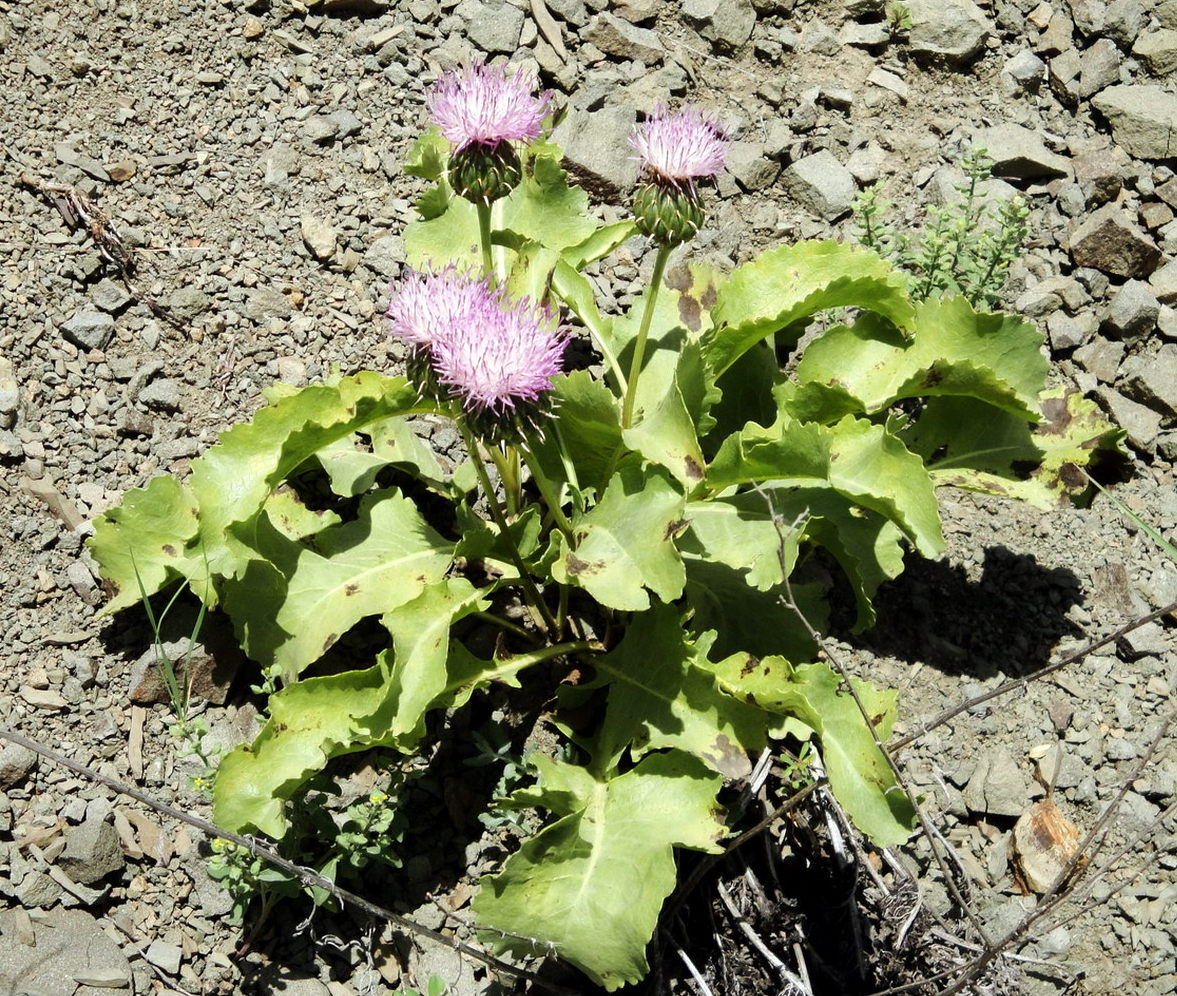
Klasea serratuloides

Klasea – rodzaj roślin należący do rodziny astrowatych. Obejmuje ok. 55 gatunków. Rośliny te występują w południowej i środkowej Europie, w północnej Afryce, na rozległych obszarach Azji (bez tropikalnego południa, Japonii i krańców północno-wschodnich). Najbardziej zróżnicowany jest w Azji Środkowej. W Polsce rośnie jeden gatunek – sierpik różnolistny Klasea lycopifolia (w polskich źródłach klasyfikowany zwykle jako Serratula lycopifolia). 

## Morfologia
PokrójByliny o pędach nieuzbrojonych (bez kolców), czasem rózgowatych i silnie rozgałęzionych.
LiścieO blaszce pierzasto wcinanej lub klapowanej, rzadziej niepodzielonej, całobrzegiej lub ząbkowanej, sztywnej lub cienkiej. Nierzadko liście skupione tylko u nasady pędu.
KwiatyZebrane w pojedyncze koszyczki na końcach pędów, czasem też jest ich więcej, tworzących kwiatostany złożone – wiechy lub gęste podbaldachy. Okrywy są kuliste, półkuliste, jajowate lub miseczkowate. Listki okrywy dachówkowato ułożone, sztywne, zaostrzone, wewnętrzne najdłuższe, często odgięte. Kwiaty w koszyczku są obupłciowe, purpurowe do różowych, rzadziej białe lub żółtawe. Łatki korony są wąskie, rurka korony nie dłuższa niż połowa jej długości. Ramiona znamion słupka do 1 mm długości (rzadko do 3 mm).
OwoceNiełupki nagie, z całobrzegim pierścieniem przy wierzchołku. Puch kielichowy składa się z kilku szeregów białawych lub brązowych, pierzastych lub szorstkich włosków.

## Systematyka
Pozycja systematyczna
Rodzaj z rodziny astrowatych Asteraceae z podrodziny Carduoideae, z plemienia Cardueae i podplemienia Centaureinae. W obrębie podplemienia najbliżej spokrewniony z rodzajem sierpik Serratula i w niektórych ujęciach bywa do niego włączany. 
Wykaz gatunków
- Klasea algarbiensis (Cantó) Cantó
- Klasea aphyllopoda (Iljin) Holub
- Klasea aznavouriana (Bornm.) Greuter & Wagenitz
- Klasea boetica (Boiss. ex DC.) Holub
- Klasea × bogdensis L.Martins
- Klasea bornmuelleri (Azn.) Greuter & Wagenitz
- Klasea bulgarica (Acht. & Stoj.) Holub
- Klasea calcarea (Mozaff.) Ranjbar & Negaresh
- Klasea cardunculus (Pall.) Holub
- Klasea centauroides (L.) Cass. ex Kitag.
- Klasea cerinthifolia (Sm.) Greuter & Wagenitz
- Klasea chartacea (C.Winkl.) L.Martins
- Klasea coriacea (Fisch. & C.A.Mey. ex DC.) Holub
- Klasea cretica (Turrill) Holub
- Klasea dissecta (Ledeb.) L.Martins
- Klasea erucifolia (L.) Greuter & Wagenitz
- Klasea flavescens (L.) Holub
- Klasea gracillima (Rech.f.) L.Martins
- Klasea grandifolia (P.H.Davis) Greuter & Wagenitz
- Klasea hakkiarica (P.H.Davis) Greuter & Wagenitz
- Klasea hastifolia (Korovin & Kult. ex Iljin) L.Martins
- Klasea haussknechtii (Boiss.) Holub
- Klasea integrifolia (Vahl) Greuter
- Klasea khorasanica Ranjbar, Negaresh & Joharchi
- Klasea khuzistanica (Mozaff.) Mozaff. ex Hidalgo
- Klasea kotschyi (Boiss.) Greuter & Wagenitz
- Klasea kurdica (Post) Greuter & Wagenitz
- Klasea lasiocephala (Bornm.) Greuter & Wagenitz
- Klasea latifolia (Boiss.) L.Martins
- Klasea legionensis (Lacaita) Holub
- Klasea leptoclada (Bornm. & Sint.) L.Martins
- Klasea litwinowii (Iljin) Ranjbar & Negaresh
- Klasea lycopifolia (Vill.) Á.Löve & D.Löve – sierpik różnolistny
- Klasea lyratifolia (Schrenk) L.Martins
- Klasea marginata (Tausch) Kitag.
- Klasea melanocheila (Boiss. & Hausskn.) Holub
- Klasea moreana Greuter
- Klasea mouterdei (Arènes) Greuter & Wagenitz
- Klasea nana Ranjbar & Negaresh
- Klasea nudicaulis (L.) Fourr.
- Klasea oligocephala (DC.) Greuter & Wagenitz
- Klasea pallida (DC.) Holub
- Klasea paradoxa (Mozaff.) Ranjbar & Negaresh
- Klasea pinnatifida (Cav.) Talavera
- Klasea procumbens (Regel) Holub
- Klasea pusilla (Labill.) Greuter & Wagenitz
- Klasea quinquefolia (Willd.) Greuter & Wagenitz
- Klasea radiata (Waldst. & Kit.) Á.Löve & D.Löve
- Klasea sanandajensis Ranjbar & Negaresh
- Klasea serratuloides (Fisch. & C.A.Mey. ex DC.) Greuter & Wagenitz
- Klasea sogdiana (Bunge) L.Martins
- Klasea suffruticulosa (Schrenk) L.Martins
- Klasea suffulta (Rech.f.) L.Martins
- Klasea turkica Yıld.
- Klasea viciifolia (Boiss. & Hausskn.) L.Martins
- Klasea yunus-emrei B.Doğan, Ocak & A.Duran